# Premiership 2023-2024 (Irlanda del Nord)
La NIFL Premiership 2023-2024, nota anche come Sports Direct Premiership per motivi di sponsorizzazione, è stata la 123ª edizione della massima serie del campionato nordirlandese di calcio, l'undicesima dopo il cambio di denominazione, iniziata il 4 agosto 2023 e terminata il 27 aprile 2024. Il Larne, squadra campione in carica, si è confermata campione in questa stagione per il suo secondo titolo consecutivo.

## Stagione

### Novità
Dalla Premiership 2022-2023 è retrocesso il Portadown, mentre dalla Championship è stato promosso il Loughgall.

### Formula
Le 12 squadre partecipanti si affrontano in un triplo girone di andata-ritorno-andata, per un totale di 33 giornate. Al termine, le squadre sono divise in due gruppi di 6, in base alla classifica; ogni squadra affronta poi per la quarta volta le altre formazioni del proprio gruppo. La squadra campione dell'Irlanda del Nord è ammessa al primo turno di qualificazione della UEFA Champions League 2024-2025. La seconda classificata è ammessa al primo turno di qualificazione della UEFA Conference League 2024-2025. Al termine delle 38 giornate di campionato le squadre classificatesi dal terzo al sesto posto partecipano a dei play-off per un posto al primo turno di qualificazione della UEFA Conference League 2024-2025. Se una delle squadre si è qualificata alla Europa Conference League attraverso la Irish Cup, ai play-off partecipano le restanti quattro squadre. L'undicesima classificata affronta in uno spareggio promozione-retrocessione la seconda classificata della Championship, mentre l'ultima classificata retrocede direttamente in Championship.

## Squadre partecipanti
| Club             | Città         | Stadio                 | Stagione precedente            |
| ---------------- | ------------- | ---------------------- | ------------------------------ |
| Ballymena Utd    | Ballymena     | The Showgrounds        | 9º posto in Premiership        |
| Carrick Rangers  | Carrickfergus | Loughshore Hotel Arena | 8º posto in Premiership        |
| Cliftonville     | Belfast       | Solitude               | 4º posto in Premiership        |
| Coleraine        | Coleraine     | The Showgrounds        | 6º posto in Premiership        |
| Crusaders        | Belfast       | Seaview                | 5º posto in Premiership        |
| Dungannon Swifts | Dungannon     | Stangmore Park         | 11º posto in Premiership       |
| Glenavon         | Lurgan        | Mourneview Park        | 7º posto in Premiership        |
| Glentoran        | Belfast       | The Oval               | 3º posto in Premiership        |
| Larne            | Larne         | Inver Park             | Campione dell'Irlanda del Nord |
| Linfield         | Belfast       | Windsor Park           | 2º posto in Premiership        |
| Loughgall        | Loughgall     | Lakeview Park          | 1º posto in Championship       |
| Newry City       | Newry         | The Showgrounds        | 10º posto in Premiership       |

## Prima Fase

### Classifica finale
|  | Pos. | Squadra          | Pt | G  | V  | N | P  | GF | GS | DR  |
|  | ---- | ---------------- | -- | -- | -- | - | -- | -- | -- | --- |
|  | 1.   | Larne            | 80 | 33 | 24 | 8 | 1  | 69 | 17 | +52 |
|  | 2.   | Linfield         | 78 | 33 | 25 | 3 | 5  | 76 | 35 | +41 |
|  | 3.   | Cliftonville     | 70 | 33 | 22 | 4 | 7  | 73 | 30 | +43 |
|  | 4.   | Glentoran        | 56 | 33 | 16 | 8 | 9  | 68 | 37 | +31 |
|  | 5.   | Crusaders        | 55 | 33 | 16 | 7 | 10 | 55 | 36 | +19 |
|  | 6.   | Coleraine        | 41 | 33 | 11 | 8 | 14 | 41 | 57 | -16 |
|  | 7.   | Loughgall        | 39 | 33 | 11 | 6 | 16 | 50 | 59 | -9  |
|  | 8.   | Carrick Rangers  | 38 | 33 | 11 | 5 | 17 | 43 | 65 | -22 |
|  | 9.   | Glenavon         | 34 | 33 | 10 | 4 | 19 | 40 | 60 | -20 |
|  | 10.  | Dungannon Swifts | 32 | 33 | 8  | 8 | 17 | 52 | 67 | -29 |
|  | 11.  | Ballymena Utd    | 19 | 33 | 5  | 4 | 24 | 20 | 63 | -43 |
|  | 12.  | Newry City       | 17 | 33 | 4  | 5 | 24 | 22 | 83 | -61 |

Legenda:
      Ammesse alla poule scudetto
      Ammesse alla poule retrocessione
Note:
Tre punti a vittoria, uno a pareggio, zero a sconfitta.

### Risultati

#### Partite (1-22)
|               | Bal  | CaR  | Cli  | Col  | Cru  | Dun  | Gln  | Glt  | Lar  | Lin  | Lou  | New  |
| ------------- | ---- | ---- | ---- | ---- | ---- | ---- | ---- | ---- | ---- | ---- | ---- | ---- |
| Ballymena Utd | –––– | 0-2  | 0-2  | 3-1  | 1-2  | 1-1  | 0-1  | 0-2  | 0-0  | 0-1  | 1-3  | 0-2  |
| Carrick R.    | 0-1  | –––– | 0-3  | 2-0  | 0-1  | 2-1  | 1-3  | 2-1  | 1-2  | 1-2  | 2-2  | 0-2  |
| Cliftonville  | 2-0  | 4-0  | –––– | 5-0  | 3-0  | 5-0  | 3-0  | 2-2  | 1-1  | 0-1  | 1-1  | 1-0  |
| Coleraine     | 2-1  | 1-1  | 1-2  | –––– | 0-4  | 2-3  | 4-1  | 0-0  | 0-0  | 1-3  | 3-2  | 3-1  |
| Crusaders     | 1-0  | 9-0  | 0-3  | 0-2  | –––– | 2-0  | 2-0  | 1-1  | 0-3  | 0-1  | 1-1  | 1-1  |
| Dungannon S.  | 0-1  | 2-3  | 1-4  | 2-2  | 1-4  | –––– | 3-1  | 1-2  | 0-0  | 2-3  | 1-2  | 4-1  |
| Glenavon      | 1-0  | 2-1  | 0-1  | 1-1  | 1-3  | 1-0  | –––– | 0-1  | 0-4  | 0-2  | 2-0  | 1-3  |
| Glentoran     | 5-0  | 2-3  | 1-0  | 1-2  | 2-2  | 0-0  | 3-1  | –––– | 1-2  | 4-0  | 6-0  | 1-0  |
| Larne         | 3-0  | 4-1  | 2-1  | 2-0  | 1-1  | 4-4  | 4-1  | 2-1  | –––– | 2-0  | 1-0  | 4-0  |
| Linfield      | 4-0  | 3-3  | 2-1  | 2-1  | 2-0  | 4-3  | 4-2  | 2-0  | 1-2  | –––– | 5-1  | 6-1  |
| Loughgall     | 5-2  | 3-4  | 1-4  | 1-2  | 1-2  | 1-2  | 2-2  | 0-1  | 1-0  | 0-2  | –––– | 3-1  |
| Newry City    | 0-0  | 0-1  | 0-3  | 0-2  | 0-4  | 2-2  | 0-3  | 2-4  | 1-2  | 0-3  | 0-3  | –––– |

#### Partite (23-33)
|               | Bal  | CaR  | Cli  | Col  | Cru  | Dun  | Gln  | Glt  | Lar  | Lin  | Lou  | New  |
| ------------- | ---- | ---- | ---- | ---- | ---- | ---- | ---- | ---- | ---- | ---- | ---- | ---- |
| Ballymena Utd | –––– | 0-2  |      | 3-1  | 2-4  | 2-4  |      |      | 0-1  |      | 0-1  |      |
| Carrick R.    |      | –––– | 0-1  |      |      | 2-1  | 0-2  |      |      | 2-3  |      | 0-1  |
| Cliftonville  | 3-0  |      | –––– | 4-1  | 2-1  |      | 4-2  |      | 0-2  | 0-3  |      |      |
| Coleraine     |      | 0-2  |      | –––– |      | 1-1  | 1-0  |      | 0-0  | 3-0  | 1-3  |      |
| Crusaders     |      | 2-0  |      | 1-1  | –––– |      | 2-0  | 1-2  | 0-2  |      |      |      |
| Dungannon S.  |      |      | 3-1  |      | 2-2  | –––– |      | 0-3  | 0-2  |      |      | 5-0  |
| Glenavon      | 0-1  |      |      |      |      | 4-0  | –––– | 0-0  |      | 2-2  | 1-2  |      |
| Glentoran     | 4-0  | 2-2  | 2-2  | 6-0  |      |      |      | –––– |      |      | 0-3  | 8-2  |
| Larne         |      | 2-0  |      |      |      |      | 6-1  | 3-0  | –––– | 1-1  | 2-0  | 3-0  |
| Linfield      | 2-0  |      |      |      | 1-0  | 1-2  |      | 2-0  |      | –––– |      | 6-0  |
| Loughgall     |      | 3-3  | 2-3  |      | 0-1  | 2-1  |      |      |      | 1-2  | –––– | 0-0  |
| Newry City    | 1-1  |      | 1-2  | 0-2  | 0-1  |      | 0-4  |      |      |      |      | –––– |

## Poule scudetto
Le squadre mantengono i punti conquistati nella stagione regolare.

### Classifica finale
|       | Pos. | Squadra      | Pt | G  | V  | N  | P  | GF | GS | DR  |
| ----- | ---- | ------------ | -- | -- | -- | -- | -- | -- | -- | --- |
|       | 1.   | Larne        | 90 | 38 | 27 | 9  | 2  | 85 | 21 | +64 |
|       | 2.   | Linfield     | 85 | 38 | 26 | 7  | 5  | 82 | 40 | +42 |
| [ 3 ] | 3.   | Cliftonville | 75 | 38 | 23 | 6  | 9  | 80 | 43 | +37 |
|       | 4.   | Crusaders    | 64 | 38 | 19 | 7  | 12 | 61 | 43 | +18 |
|       | 5.   | Glentoran    | 60 | 38 | 17 | 9  | 12 | 74 | 43 | +31 |
|       | 6.   | Coleraine    | 46 | 38 | 12 | 10 | 16 | 47 | 69 | -22 |

Legenda:
      Campione dell'Irlanda del Nord e ammessa alla UEFA Champions League 2024-2025
      Ammessa alla UEFA Conference League 2024-2025
 Ammessa ai play-off per la UEFA Conference League 2024-2025
Note:
Tre punti a vittoria, uno a pareggio, zero a sconfitta.

### Risultati
|              | Cli  | Col  | Cru  | Glt  | Lar  | Lin  |
| ------------ | ---- | ---- | ---- | ---- | ---- | ---- |
| Cliftonville | –––– |      |      | 2-0  |      |      |
| Coleraine    | 2-2  | –––– | 0-2  | 2-1  |      |      |
| Crusaders    | 2-1  |      | –––– |      |      | 1-2  |
| Glentoran    |      |      | 4-0  | –––– | 1-2  | 0-0  |
| Larne        | 8-1  | 5-0  | 0-1  |      | –––– |      |
| Linfield     | 1-1  | 2-2  |      |      | 1-1  | –––– |

## Poule retrocessione
Le squadre mantengono i punti conquistati nella stagione regolare.

### Classifica finale
|  | Pos. | Squadra          | Pt | G  | V  | N | P  | GF | GS | DR  |
|  | ---- | ---------------- | -- | -- | -- | - | -- | -- | -- | --- |
|  | 7.   | Carrick Rangers  | 50 | 38 | 15 | 5 | 18 | 54 | 72 | -18 |
|  | 8.   | Dungannon Swifts | 47 | 38 | 13 | 8 | 17 | 64 | 69 | -5  |
|  | 9.   | Loughgall        | 45 | 38 | 13 | 6 | 19 | 60 | 68 | -8  |
|  | 10.  | Glenavon         | 37 | 38 | 11 | 4 | 23 | 45 | 70 | -25 |
|  | 11.  | Ballymena Utd    | 28 | 38 | 8  | 4 | 26 | 29 | 70 | -41 |
|  | 12.  | Newry City       | 17 | 38 | 4  | 5 | 29 | 26 | 99 | -73 |

Legenda:
 Ammessa ai play-off per la UEFA Conference League 2024-2025
 Ammessa allo spareggio promozione/retrocessione
      Retrocessa in NIFL Championship 2024-2025
Note:
Tre punti a vittoria, uno a pareggio, zero a sconfitta.

### Risultati
|                  | Bal  | CaR  | Dun  | Gln  | Lou  | New  |
| ---------------- | ---- | ---- | ---- | ---- | ---- | ---- |
| Ballymena Utd    | –––– |      |      | 1-0  |      | 4-0  |
| Carrick Rangers  | 2-1  | –––– |      |      | 2-1  |      |
| Dungannon Swifts | 3-0  | 3-2  | –––– | 2-0  | 2-0  |      |
| Glenavon         |      | 1-2  |      | –––– |      | 3-2  |
| Loughgall        | 2-3  |      |      | 3-1  | –––– |      |
| Newry City       |      | 1-3  | 0-2  |      | 1-4  | –––– |

## Spareggi

### Spareggi per la Conference League

#### Semifinali
|           | Risultati |                 | Luogo e data           |
| --------- | --------- | --------------- | ---------------------- |
| Crusaders | 3 - 1     | Carrick Rangers | Belfast, 1 maggio 2024 |
| Glentoran | 0 - 3     | Coleraine       | Belfast, 1 maggio 2024 |
|           |           |                 |                        |

#### Finale
|           | Risultati |           | Luogo e data           |
| --------- | --------- | --------- | ---------------------- |
| Crusaders | 3 - 2     | Coleraine | Belfast, 6 maggio 2024 |
|           |           |           |                        |

### Spareggio promozione/retrocessione
L'undicesima classificata in Premiership sfida la vincitrice dei play-off della NIFL Championship per un posto in Premiership.
|               | Risultati |               | Luogo e data             |
| ------------- | --------- | ------------- | ------------------------ |
| Institute     | 1 - 0     | Ballymena Utd | Derry, 30 aprile 2024    |
| Ballymena Utd | 2 - 0     | Institute     | Ballymena, 3 maggio 2024 |
|               |           |               |                          |

## Classifica marcatori
| Gol |  |  | Giocatore        | Squadra         |
| --- |  |  | ---------------- | --------------- |
| 26  |  |  | Andy Ryan        | Larne           |
| 18  |  |  | Ben Wilson       | Cliftonville    |
| 17  |  |  | Lee Bonis        | Larne           |
| 17  |  |  | Danny Purkis     | Carrick Rangers |
| 16  |  |  | Benji Magee      | Loughgall       |
| 15  |  |  | Nathaniel Ferris | Loughgall       |
| 14  |  |  | Ben Kennedy      | Crusaders       |
| 14  |  |  | Ronan Hale       | Cliftonville    |
| 12  |  |  | Matthew Shevlin  | Coleraine       |